# Jewel (音楽グループ)
Jewel（ジュエル）は、日本のダンス＆ボーカルグループ。2019年6月以前のグループ名は J☆Dee'Z（ジェイディーズ）。所属事務所はShowtitle。

## 概要
子供服ブランド『SISTER JENNI』（株式会社ジェニィ）と、キッズダンス雑誌『DANCE STYLE KIDS』（リットーミュージック刊）の公式ダンサーチームとして結成された。
2019年6月13日に渋谷で行われた10周年のライブにてグループ名改名を発表した 。
旧名J☆Dee'Zの「J」「D」「Z」には、それぞれ「Jewel」「Decorate」「Zenith」の意味がある。なお、グループ名の表記は4枚目のシングル「ニャゴニャゴジャンケンのうた」リリースの際は片仮名表記の「ジェイディーズ」となっていた。

## メンバー
- Nono（野乃／2001年7月27日 - ）東京都出身（出生地は大阪府寝屋川市）。東京ステップスアーツ、元ヴィジョンファクトリー研修生。
- ami（泉ノ波あみ／2001年3月1日 - ）兵庫県出身。Dance Studio TRAX、オーディションにて追加加入したメンバー。TikTokのフォロワーは74万9千人。（2021.08.03現在）
- MOMOKA（花澤桃花／2000年3月13日 - ）神奈川県出身。元ヴィジョンファクトリー研修生、ZEAL STUDIOS横浜校元受講生。

## 元メンバー
- AO（関口 蒼／1999年1月21日 - ）東京都出身。avex artist academy、STUDIO FIRST元受講生。TEMPURA KIDZとして活動後、2021年3月からは俳優およびヨガ講師として活動。
- Moe（相笠 萌／1998年4月6日 - ）東京都出身。東京ステップスアーツ元受講生。グループ卒業後、2012年から2017年までAKB48の13期生メンバーとして活動。
- Meik（2000年8月17日 - ）静岡県出身。元EXPG東京校特待生。2016年11月14日付で卒業[4]。現在はソロとして活動。

## 略歴
- 2010年春 - DANCE STYLE KIDS3期生候補者からSISTER JENNIをPRするダンスチームを結成することを発表、いくつかの審査を重ねてオーディションを行った。
合格者はMeik、MOMOKA、Nono、AO(関口 蒼)、Moe(相笠 萌) 5名。
- 最終審査はKOTO(Stella)、Den(傳彩夏、Chibikko AAA)、RINA(脇田璃奈、元ニコ☆プチカリスマ読モ)、MIZYU(石井美月、きゃりーキッズ、新しい学校のリーダーズ)を含む13人が残り、DANCE STYLE KIDS編集部、KETZ（振付師）、SISTER JENNIとの話し合いで5人になった。
- 2011年4月 - J☆Dee'Zの2作目となる振り付けのテーマは「ワイルド＆セクシー」振付を担当したのはBoAや黒木メイサのバックダンサーなどで活躍中のLINA。
- 初期メンバーでリーダー的存在とされてきたMoe（相笠 萌）はAKB48の13期研究生に合格したため、J☆Dee'Z結成約1年で脱退となり、それに伴いDANCE STYLE KIDSVol.14、2012年冬号にて追加メンバーが募集され、合格者amiが追加メンバーとして2012年3月15日発売のDANCE STYLE KIDSVol.15にて発表された。
- 2012年11月 - ロッテとソニーミュージックがタッグを組み、メジャーデビューを目指す若者たちに夢と希望を提供するプロジェクトとして開催した『LOTTE　Sony Music歌のあるガムプロジェクト2012　CM・メジャーデビューコンテストNEXT』でグランプリを獲得。AOは当時きゃりーぱみゅぱみゅのバックダンサーとして活動していたため、現在メンバーの4人で応募。これを機に従来のダンスのみのパフォーマンスだけでなく、歌いながらダンスを踊るパフォーマンスも披露するようになった。
- 2013年1月 - 結成当初最年長メンバーだったAOがTEMPURA KIDZのメンバーとして先にSME Recordsよりメジャーデビューが決定したため、2013年1月に脱退。J☆Dee'Z脱退後のAOはバックダンサーを務めていたきゃりーぱみゅぱみゅも所属するアソビシステムに移籍。
- 2013年春 - amiはデビューに備えて姫路より2013年春に上京。Meikも上京。
- 2013年10月 - ポケモンゲット☆TV（テレビ東京系）にコーナーレギュラーとして出演し、「X海峡Y景色」がアニメ「ポケットモンスター XY」第1期エンディングテーマに起用された。ポケットモンスターの中心購買層が2013年10月当時のJ☆Dee'Zの年齢層だった為。2014年5月29日放送分（テレビ東京系）からエンディングテーマが変わり、「ピースマイル!」となった。
- 2014年7月 - 初の冠番組がスタート 〝メンバーが全力でお届けする新感覚ダンス番組「ちょい☆DISCO」〟 (TOKYO MX1) 毎週金曜18:30-19:00 ※1クール
- 2014年9月24日デビューシングル「Beasty Girls/Let the music flow」をgr8! recordsからリリース。

「Beasty Girls」タイアップ※トリプルタイアップ： 
- ytv(日本テレビ系)全国ネット「ダウンタウンDX」エンディングテーマ（10月-11月）
- テレビ東京系「超流派」9月度オープニングテーマ
- TOKYO MX1「ちょい☆DISCO」テーマソング

「Let the music flow」タイアップ：
- 全国中学校リズムダンスふれあいコンクール規定曲
- 2017年10月 - バスケットボール女子日本リーグWリーグが公式応援アーティストとして認定し、Wリーグ初のアーティストタイアップとして、「Wリーグ公式応援ソング」のリリースや各試合会場でのパフォーマンスなど、コラボレーション活動を実施することを発表[5]。12月16日、公式ソング「あと一歩」がWリーグオールスターで初披露された。以降リーグの試合会場で、この曲及びアルバムがヘビーローテーションで流されることになる。
- 2018年3月 - グループ待望のミニアルバム「あと一歩」をリリース。Wリーグ公式応戦ソングを含む全6曲。
- 2019年2月27日 - グループ初のオリジナル・フルアルバム「Jewel」をリリース。
- 結成10年目を迎えた2019年6月13日、東京・渋谷duo MUSIC EXCHANGEで行われたワンマンライブ『J☆Dee'Z 10th Anniversary Party!!!』でグループ名を「Jewel」に改名することを発表し、この日をもってグループ名がJewelとなる。
- 2019年7月にJewelとして初のリリースとなる『前へ』発売。
- 2022年1月20日 解散[6]。

## パフォーマンス体制
- 基本的にメンバー全員がダンスと歌を担当する。
- ダンスの振付はメンバーによるものと振付師によるものがある。
また『LOTTE Sony Music 歌のあるガムプロジェクト2012 CM・メジャーデビューコンテストNEXT』ファイナル審査で加藤ミリヤのHEART BEATをパフォーマンスした際はNonoが振付をした後、メンバー全員で修正をした。
- 2014年7月よりダンスディレクターとしてRYONRYON.が参加。

## 出演

### テレビ
- 王様のブランチ（TBSテレビ、2013年1月8日）
- シューイチ（日本テレビ、2013年1月26日）
- ズームイン!!サタデー（日本テレビ、2013年2月4日）
- はなまるマーケット（TBSテレビ、2013年2月16日）
- ポケモンゲット☆TV（テレビ東京、2013年10月6日 - 2015年9月27日）番組冒頭のポケダンシング★XYのコーナーに出演
- ちょい☆DISCO（TOKYO MX、2014年7月11日 - 9月、毎週金曜18:30 - 19:00）J☆Dee'Z初の冠番組
- おはスタ（テレビ東京、2015年11月10日・17日・24日・12月1日）エアシップQの宣伝に出演
- 月刊 アニ愛でるTV!（2017年7月4日 - 、Kawaiian TV）（ami）
- 西川貴教の僕らの音楽（2018年10月30日、ＣＳ放送フジテレビNEXT／フジテレビNEXTsmart）
- ZIP!  (2019年3月14日、日本テレビ)

### ラジオ
- GIRLS♥GIRLS♥GIRLS =RED ZONE= J☆Dee'ZのParty Up（FM-FUJI、2015年4月7日 - 2017年3月28日）
- 「J☆Dee'ZのParty Up」（FM-FUJI、毎月第3水曜）2017年4月19日 - 2018年3月 ※同局水曜21時からの「J POP N' ROCKs」に内包
- 「J☆Dee'ZのParty Up」（FM-FUJI、毎週土曜19:30～19:54）2018年4月7日※初回生放送-
- 「BREAK IT DOWN」（MOMOKAのみ）（Fm yokohama84.7、毎週日曜日22:30～23:00）2017年10月1日-

### CM
- 九州朝日放送「KBCイチオシ! J☆Dee'Z×博多駅」インフォマーシャルCM（2018年4月23日 - 5月13日） ※九州朝日放送限定

### カタログ
- SISTER JENNI DANCE

### 雑誌
- 『DANCE STYLE KIDS』vol.8,9,10,11,12
- NYLON JAPAN 9月号（2016年7月28日）
- FLASHスペシャル　グラビアBEST 2016年盛夏特大号（2016年7月29日）
  - 2017年初夏号（2017年6月29日）
  - 2018年早春号（2018年3月2日）
- LOVEberry vol.5（2016年12月20日）-MOMOKA
- Popteen 6月号（2017年4月28日）
- smart 4月号（2018年2月24日）
- ダンスク！ 第16号（2018年3月15日）
- 月刊ソングス 2018年4月号 Vol.184 （2018年3月15日）
- The New Era® Book / Fall & Winter 2018（2018年9月14日）

## 作品

### シングル
| 枚          | 発売日         | タイトル                                             | 最高位      |
| J☆Dee'Z時代 | J☆Dee'Z時代    | J☆Dee'Z時代                                          | J☆Dee'Z時代 |
| ----------- | -------------- | ---------------------------------------------------- | ----------- |
|             | 2014年7月23日  | ポケモンで踊ろう with J☆Dee'Z                        | 102位       |
| 1st         | 2014年9月24日  | Beasty Girls／Let the music flow                     | 85位        |
| 2nd         | 2015年5月20日  | だいすき                                             | 117位       |
| 3rd         | 2015年12月2日  | ニャゴニャゴジャンケンのうた                         | 164位       |
| 4th         | 2016年8月3日   | Dream Arch                                           | 46位        |
| 5th         | 2017年3月1日   | Answer                                               | 16位        |
| 6th         | 2017年7月15日  | Melody                                               | 17位        |
| 7th         | 2017年11月22日 | ひとひらの涙／カラフルジャンプ                       | 23位        |
| 8th         | 2018年7月25日  | 未来飛行／流星のパノラマ                             | 21位        |
| 9th         | 2018年11月21日 | 明日も、世界は回るから。／Re:100万回の「I love you」 | 13位        |
| Jewel時代   |                |                                                      |             |
| 10th        | 2019年7月24日  | 前へ                                                 | 19位        |
| 11th        | 2019年11月27日 | 夢が夢じゃなくなる日まで                             | 24位        |

### 配信シングル
| 枚          | 発売日         | タイトル               |
| J☆Dee'Z時代 | J☆Dee'Z時代    | J☆Dee'Z時代            |
| ----------- | -------------- | ---------------------- |
| 1st         | 2016年12月7日  | MORNING HOPE           |
| Jewel時代   |                |                        |
| 2nd         | 2020年4月15日  | このまま終われない     |
| 3rd         | 2020年11月25日 | What Cha' Gonna Do     |
| 4th         | 2020年12月9日  | 横浜メモリーズ         |
| 5th         | 2021年2月17日  | Eeny, meeny, miny, moe |

### オリジナル・アルバム
| 枚  | 発売日        | タイトル | 規格品番          | 規格品番  | 最高位 |
| 枚  | 発売日        | タイトル | 初回生産限定盤    | 通常盤    | 最高位 |
| --- | ------------- | -------- | ----------------- | --------- | ------ |
| 1st | 2019年2月27日 | Jewel    | SRCL-11070〜11071 | SRCL-1072 | 27位   |

### ミニアルバム
| 枚  | 発売日       | タイトル | 規格品番       | 規格品番  | 最高位 |
| 枚  | 発売日       | タイトル | 初回生産限定盤 | 通常盤    | 最高位 |
| --- | ------------ | -------- | -------------- | --------- | ------ |
| 1st | 2018年3月7日 | あと一歩 | SRCL-9670      | SRCL-9672 | 19位   |

## タイアップ一覧
J☆Dee'Z時代
| 曲名                     | タイアップ先 |
| ------------------------ | --- |
| Dream Arch               | テレビ神奈川『2016tvk高校野球神奈川大会』中継テーマソング                                                              |
| Answer                   | TBSテレビ系『プレバト!!』2017年3月期テーマソング                                                                       |
| ひとひらの涙             | 読売テレビ『浜ちゃんが!』2017年10月-11月期エンディング曲                                                               |
| カラフルジャンプ         | テレビ東京『パズドラクロス』2017年7月-2018年3月 エンディング曲                                                         |
| 横浜ラブストーリー       | テレビ神奈川『関内デビル』2017年12月期テーマソング                                                                     |
| あと一歩                 | バスケットボール日本女子リーグ Wリーグ公式応援ソング                                                                   |
| あと一歩                 | TBSテレビ系「トコトン掘り下げ隊！生き物にサンキュー!!」2018年1-3月エンディングテーマ                                   |
| 未来飛行                 | 日本工学院CMソング |
| 流星のパノラマ           | テレビ朝日系『musicるTV』2018年7月度オープニングテーマ                                                                 |
| swing swing swing        | 横浜DeNAベイスターズ tvk中継テーマソング                                                                               |
| 代わりにこの唄を         | Sony Music Presents 全国作曲コンクール入選曲                                                                           |
| 明日も、世界は回るから。 | フジテレビ系TVアニメ『レイトン ミステリー探偵社〜カトリーのナゾトキファイル〜』2018年10月-2019年3月 エンディングテーマ |
| 前へ                     | 読売テレビ（日本テレビ系）『ダウンタウンDX』2019年7-8月エンディングテーマ                                              |
| 夢が夢じゃなくなる日まで | バスケットボール女子日本リーグ「Wリーグ」公式応援ソング第三弾                                                          |
| 夢が夢じゃなくなる日まで | TBSテレビ系『プレバト!!』2019年12月・2020年1月期エンディングテーマ                                                     |

## ライブ

### ライブツアー
J☆Dee'Z時代
- J☆Dee'Z "Party Up Summer Tour!"（2015年8月1日 - 8月9日）　
  - 8月1日：大阪・北堀江club vijon
  - 8月2日：東京・原宿ASTRO HALL
  - 8月9日：愛知・ell.SIZE
- J☆Dee’Z SUMMER LIVE TOUR 2018 ～未来飛行～（2018年8月19日 - 8月29日）
  - 8月19日：愛知・RAD HALL
  - 8月26日：⼤阪・MUSE
  - 8月29日：東京・CLUB QUATTRO
- J☆Dee'Z Spring tour 2019～Music Athletic!!!～（2019年2月23日 - 4月27日）
  - 2月23日：東京・新宿ReNY
  - 3月2日：福岡・DRUM SON
  - 3月10日：広島・セカンドクラッチ
  - 3月23日：愛知・伏見LION THEATER
  - 3月24日：静岡・LIVE ROXY SHIZUOKA
  - 4月14日：大阪・ROCKTOWN
  - 4月27日：横浜・BAYHALL

Jewel時代
- Jewel First Tour ~Unveiling~（2019年10月4日 - 12月14日）
  - 10月4日：宮城・macana
  - 10月12日：岡山・IMAGE（台風の影響で中止）
  - 10月14日：広島・セカンドクラッチ
  - 10月27日：静岡・LIVE ROXY SHIZUOKA
  - 11月8日：長野・CLUB JUNK BOX
  - 11月10日：石川・AZ
  - 11月17日：大阪 心斎橋SUNHALL
  - 12月7日：愛知・ボトムライン
  - 12月14日：東京・品川インターシティホール

### ワンマンライブ
- J☆Dee'Zワンマンライブ This is Answer（2017年3月20日、代官山LOOP）
- ワンマンLIVE（2017年9月22日、渋谷 duo MUSIC EXCHANGE）
- J☆Dee'Z ワンマンライブ Feeeeel!!!2018（2018年3月9日、渋谷WWW X）
- J☆Dee'Z 10th AnniversaryParty!!!（2019年6月13日、渋谷duo MUSIC EXCHANGE）

### 客演ライブ
- DSKフェスvol.2,3,4,5,6,7
- KIDS WORLD WIDE2010
- JENNI 25th Anniversary Collection Show
- ルミネtheよしもと dancebookいいね!
- 2011.Cute Jenni Summer Collection（全国4ヵ所：大阪・横浜・兵庫・福岡）
- TOKYO TOP KIDS COLLECTION 2011（2011年8月3日、国立代々木競技場第二体育館）
- サンリオピューロランド CLUB KITTY完成披露会
- クイーンズスクエアキッズダンスコンテスト
- WORLD WIDE
- JENNI店頭イベント
- VISION STREET DANCE CONTEST
- 姫路市立香呂小学校ami出発式
- DANCE@LIVE FINAL2013
- KAWAii! MATSURI
- KIDS＆TEENS DANCE EXPO
- - VDC Presents Live -『Vocal & Dance Collection Vol.2』（2018年5月6日、新木場STUDIO COAST）
- tvk 秋じゃないけど収穫祭（2018年5月27日、日本大通り特設ステージ）

## 公式外部リンク
- Jewel公式サイト
- Jewel公式Twitter (@Jewel__official) - X（旧Twitter）
- Jewel -ソニーミュージック公式サイト

以下改名以前の外部リンク
- J☆Dee'Z公式サイト
- J☆Dee'Z 公式ブログ Powered by LINE
- J☆Dee'Z -ソニーミュージック公式サイト

| スタブアイコン | サブスタブ | この項目は、まだ閲覧者の調べものの参照としては役立たない、歌手に関連した書きかけの項目です。この項目を加筆・訂正などしてくださる協力者を求めています（P:音楽/PJ:芸能人）。 |